# Новая Сербия

Военно-административная единица Новая Сербия — на севере граничит с Польшей и Запорожским войском (Гетманщиной).

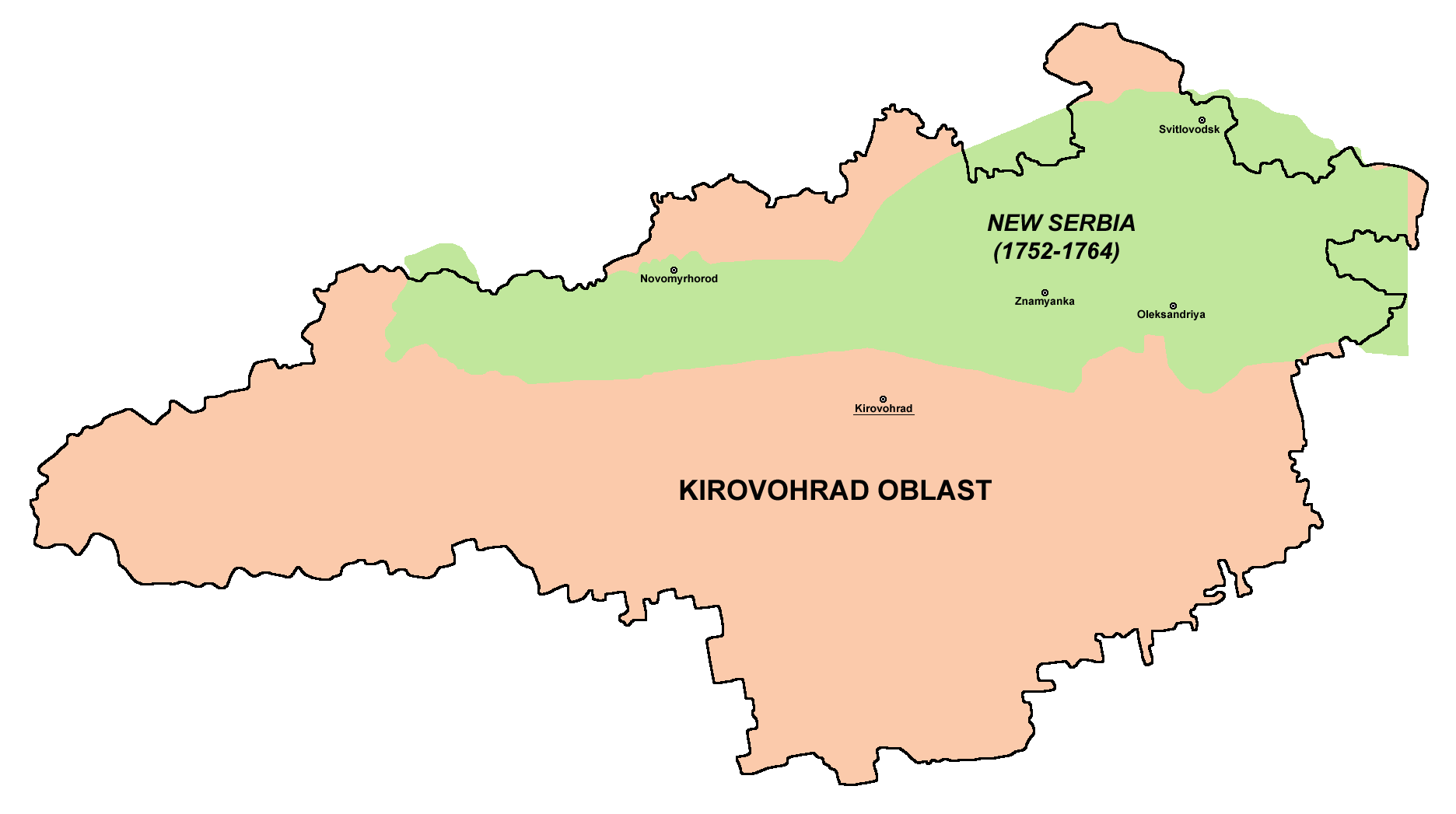
Новая Сербия в отношении к границам нынешней Кировоградской области.

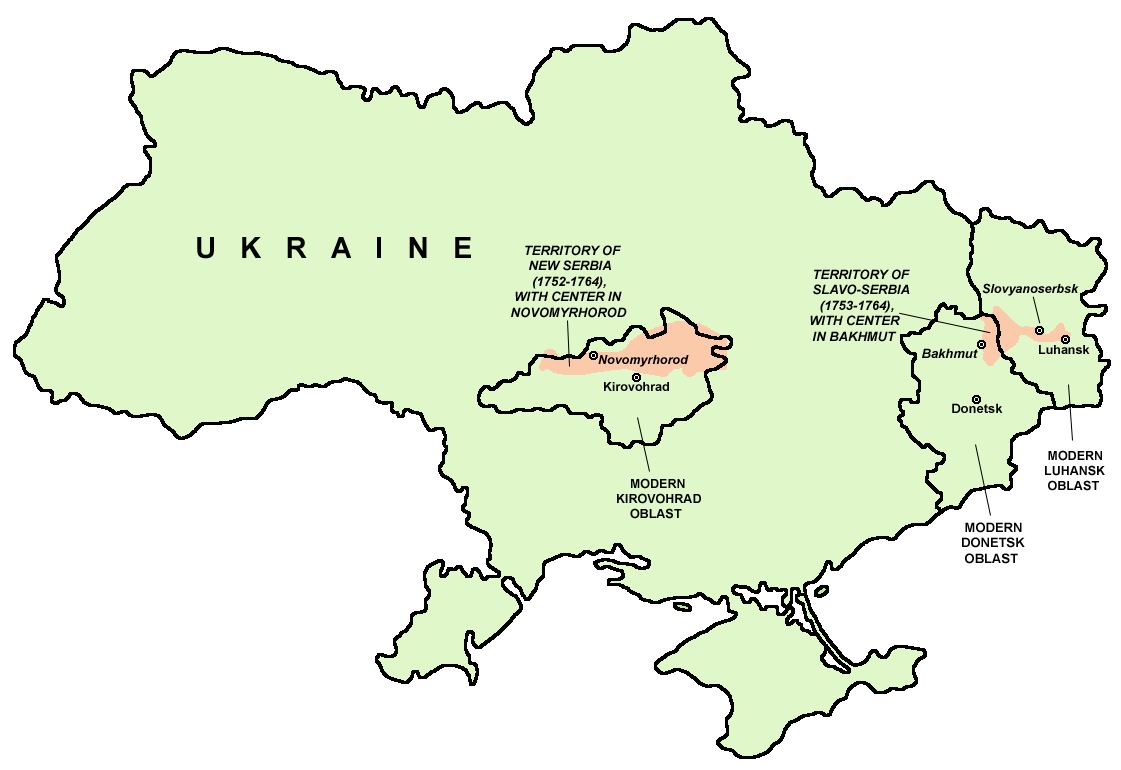
Новая Сербия в отношении к границам нынешней Кировоградской области, а также Славяносербия в отношении к границам нынешних Донецкой и Луганской областей Украины.

Но́вая Се́рбия, Новосербский корпус — военно-административная единица в Новороссийском крае Российской империи (на территории современной Украины), созданная правительством в северо-западной части Запорожья (территория Кодацкой и Бугогардовской паланок Войска Запорожского), куда в 1751—1764 годах были переселены выходцы из Сербии, Молдавии, Черногории, Валахии, Македонии и других балканских государств и стран, для охраны и обороны населения Юга Российской империи от набегов османов, Перекопской и Крымской орд. Административным центром была Крепость Святой Елисаветы.

## Возникновение Новой Сербии
В 1751 году, в другом источнике указан 1750 год, к российскому посланнику в Вене, графу М. П. Бестужеву-Рюмину обратился полковник австрийской службы Иван Самойлович Хорват с просьбой о разрешении ему и другим сербам поселиться в России. Речь шла о сербах, называемых граничарами, издавна использовавшихся Австрией для охраны её границ от турок, их поселения в современных Воеводине, Славонии, Сербской Краине и Далмации были устроены по казачьему принципу. Несмотря на привилегированное положение в Австрийской империи (сербы, несущие охрану границы, были освобождены от налогов), часть их неуютно чувствовала себя в католической стране, где на них постоянно оказывалось давление со стороны католического духовенства с целью склонить их в католичество или унию. Выходом было переселение в Россию. Уже в 1723 году сербский гусарский полк майора Ивана Албанеза прибыл в Россию и был расселён в районе крепости Тор (позднее город Славянск). Поводом к началу эмиграции стало также упразднение участков границы по рекам Тиса и Марош. Живущим на этих землях сербам было предложено либо переселиться на другие участки границы, либо стать венгерскими подданными, что значило утрату привилегированного граничарского статуса. Российская империя получила согласие Вены на вербовку сербов для переселения на территорию современной Украины (позже австрийцы изменили свою позицию по этому вопросу). В 1750 году в Австрийскую империю прибыли российские вербовщики сербы Т. Воич, Д. Перич и П. Текелия.
Российское правительство позитивно отнеслось к предложению Хорвата, тогда же родился план привлечения и иных выходцев из Балкан православного вероисповедания на земли на заднепровской Украине. Из переселенцев предполагалось позднее набрать гусарские и пандурские полки. 13 (24) июля 1751 года императрицей Елизаветой Петровной было объявлено Хорвату, в ответ на его просьбу, что «сколько бы из сербского народа в Российскую Империю перейти ни пожелало, все они как единоверные, в службу и подданство приняты будут».
10 (21) октября 1751 года в Киев прибыла первая колонна переселенцев из 77 человек во главе с Иваном Хорватом. В течение месяца прибыло ещё несколько мелких групп. Всего прибыло 276 человек, из них военных — 107 человек, остальные — домочадцы и слуги. Начиная с 1752 года, переселенцы стали прибывать регулярно. Им были отведены для поселения земли в заднепровских степях, между реками Синюха и Днепр. Колонисты были расселены номерными ротами, для которых были выстроены шанцы, из которых впоследствии в Новороссии выросли значительные местечки. Выделенная земля была наделена личному составу поротно: рядовым — 20—30 четвертей, прапорщикам — 50, поручикам — 80, капитанам — 100.
Столицей Новой Сербии стал военный город — шанец Новомиргород. Ново-Сербия имела автономный статус и подчинялась непосредственно Сенату и Военной Коллегии. Её первым главой был Хорват, произведённый в России в чин генерал-майора. Поселенцы делились на гусарские полки, роты-шанцы, являвшиеся одновременно и территориальными, и военными, и административными единицами.

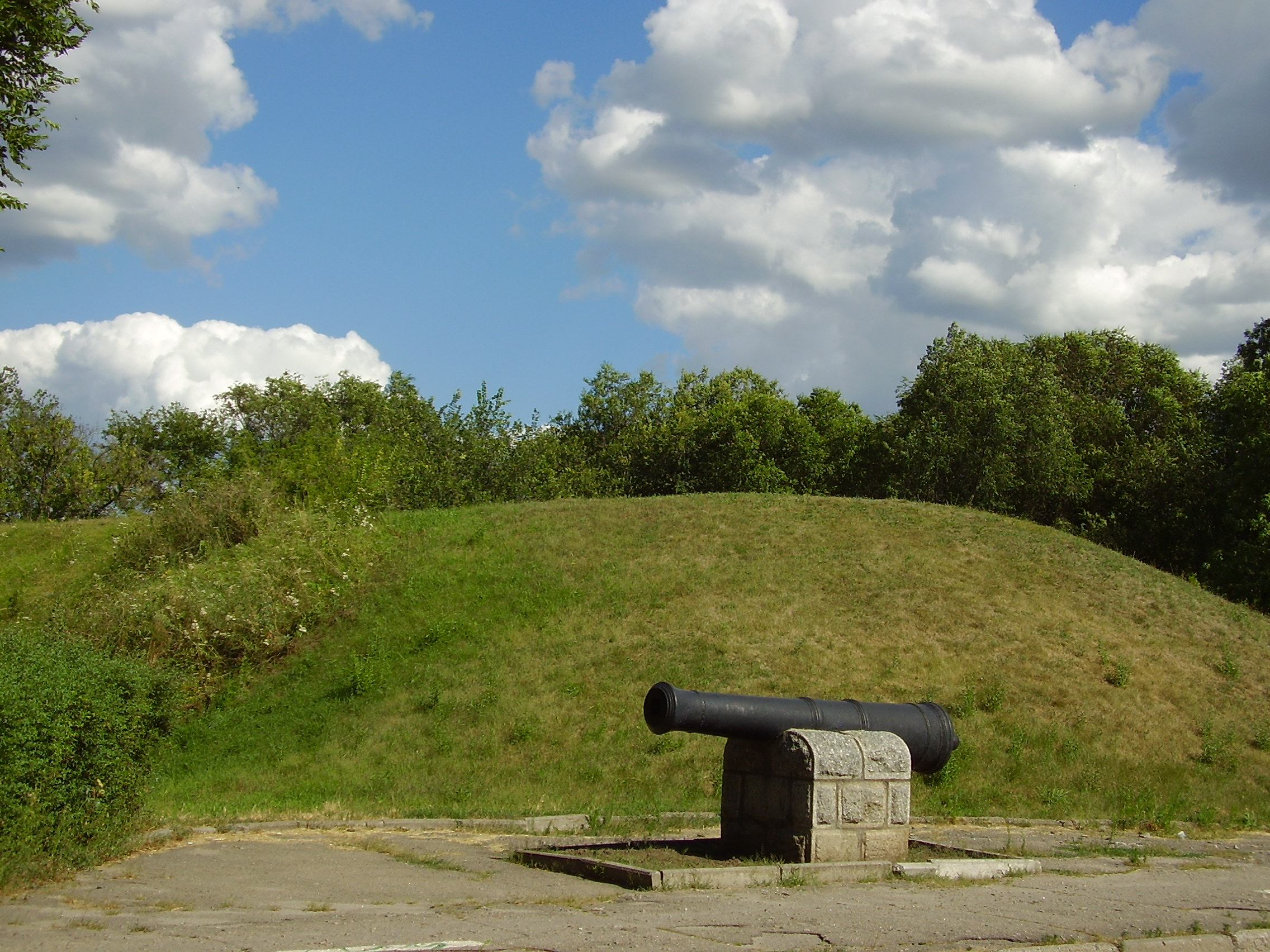
Одна из пушек крепости

В то время Новороссия состояла из центра — военного города (крепости) Святой Елисаветы, Новой Сербии, военных поселений — шанцев южнее Новой Сербии. Её стратегическое значение было обусловлено тем, что она находилась на пути набегов крымских татар по их излюбленному маршруту, а также являлась важным плацдармом для переброски русских войск на юг, в Крым.
В 1752 году Шевич и Прерадович просили императрицу Елизавету Петровну пожаловать им отдельные от Хорвата земли. Их просьба была удовлетворена, и таким образом возникла Славяносербия между реками Лугань и Бахмут на правом берегу Северского Донца.
В 1754 году в Новую Сербию были переселены украинские казаки, из которых был сформирован Новослободской казацкий полк (позже Елисаветградский пикинёрный полк.

## Период фактической автономии
Новая Сербия подчинялась Военной коллегии, её жителям (как и населению Славяносербии) разрешалось заниматься «вольной» торговлей (в том числе зарубежной — в Крыму, Молдавии и Польше) и промыслами. На Семилетнюю войну из Новой Сербии было в декабре 1757 года отправлено 1023 человека. В январе 1758 года Хорвату было предписано закрыть заставы на границе с Турцией. Кроме того, обострились отношения Хорвата и соседних стран. Поселенцы Новой Сербии в 1756—1758 годах устраивали набеги на польские земли, откуда угоняли не только скот, но также женщин и детей. Также сербские гусары напали на крымских татар, которые перегоняли под охраной уманских казаков скот для продажи в Польшу (в соответствии с международным соглашением), убив 20 человек. Наконец, начались волнения среди самих поселенцев. В 1760 году вспыхнуло восстание солдат и рядовых гусар Новомиргородского гарнизона против И. С. Хорвата и его офицеров, которые им недоплачивали жалованье. Бунт был подавлен, а пять его зачинщиков казнены.

## Следствие по злоупотреблениям в Новой Сербии и ликвидация автономии
В 1758 году началось следствие по набегам на польские земли, а в 1762 году по припискам в Новой Сербии и Славяносербии. В декабре 1763 года была проведена перепись Следственной комиссией, которая установила, что из 2674 жителей Новой Сербии сербами по национальности были только 1043. Екатерина II отметила, что на переселение сербов в Россию и на оборудование пунктов для них было потрачено в 1752—1762 годах 700 тыс. рублей.
13 (24) апреля 1764 года Новая Сербия вошла в состав созданной Екатериной Новороссийской губернии. В конце XVIII века жители её были приписаны к государственным крестьянам, офицеры получили дворянство, поместья. Часть сербов ушла на Кубань, где они слились с местными казаками. Сербский гусарский полк, созданный в 1770-е годы, получил, по столице Новой Сербии, являвшейся одновременно и столицей Славяносербии, название Бахмутского.

## Отношения с украинцами
Между переселенцами с Балкан и украинскими казаками часто возникали конфликты , из за чего обе стороны часто жаловались в столицу. Это по мнению историка Д. Яворницкого и стало главной причиной ликвидации Сечи .
Поводом к уничтожению Запорожской Сечи послужили бесконечные жалобы Екатерине II на запорожцев со стороны иноземных выходцев, которые вызваны были в Россию еще в царствование Елизаветы Петровны и своими поселениями заняли восточные и западные окраины запорожских вольностей, основав на западе Елисаветград, на востоке Луганск. То были болгары, румыны, венгры, сербы, известные под общим наименованием ново-сербов и славяно-сербов. Они сдавливали запорожцев с двух сторон, как сдавливает человека огромного размера гад своими кольцами.
Неточные размежевания земельных границ между пришельцами и запорожцами вызывали часто споры, переходившие в драки, и даже убийства с одной и с другой стороны. Оберегая свои вольности от захватчиков, запорожцы посылали в столицу жалобы за жалобами. Но где же им, малым людям, было бороться с такими великими людьми, как Хорваты, Милорадовичи, Депрерадовичи, Шевичи и другие, которые, перейдя из заграницы в Россию, скоро получали и землю, и высокие чины и имели доступ до самого царского престола. В столице запорожцев трактовали как диких людей, как грабителей, как убийц, которые должны подлежать политической каре.

Это и привело к тому, что в 1775 году 4 июня Запорожской Сечи не стало.»

## Галерея

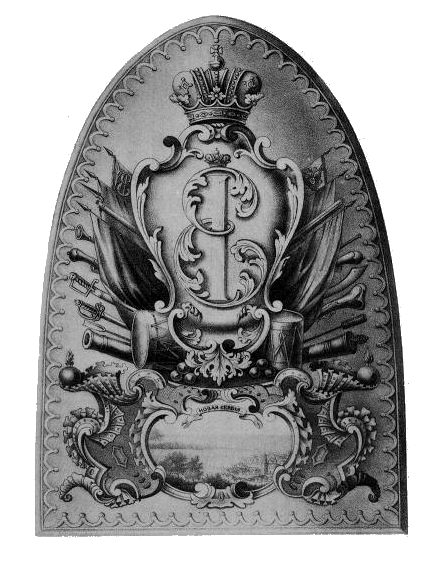
Гренадерская бляха на пандурские шапки с надписью «Новая Сербия» 1732 − 1761 гг.
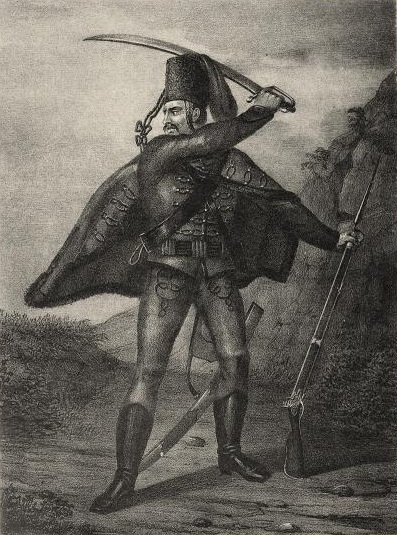
Гусар Сербского полка, с 1741 до 1761 года.
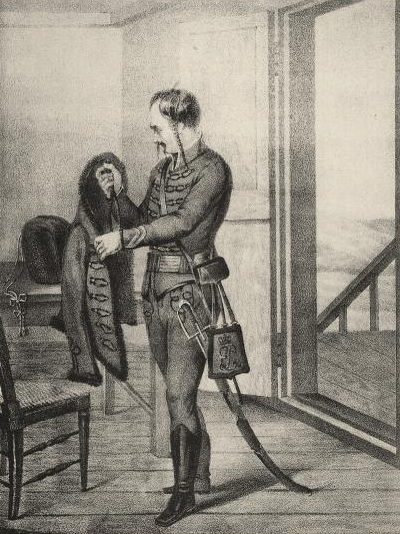
Вахмистр Сербского Гусарского полка, с 1741 до 1761 г.
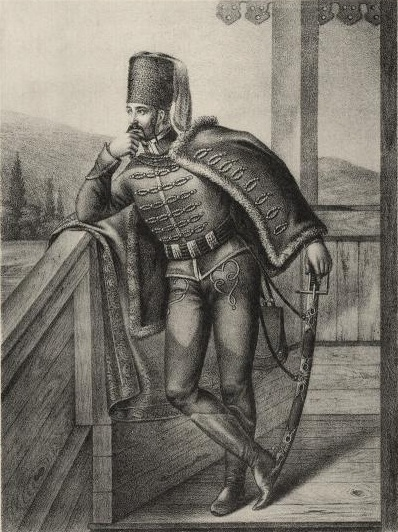
Офицер Сербского Гусарского полка, с 1741 до 1761 г.
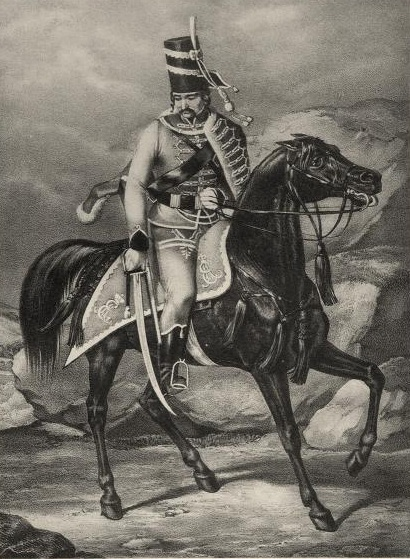
Рядовой Сербского Гусарского полка, с 1763 по 1776 г.
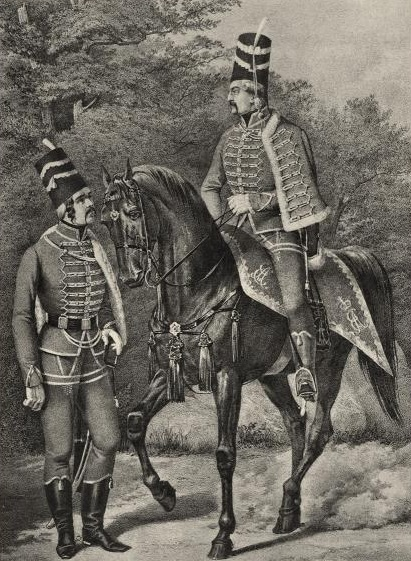
Унтер-офицер и Обер-офицер Сербского Гусарского полка, с 1763 по 1776 г.
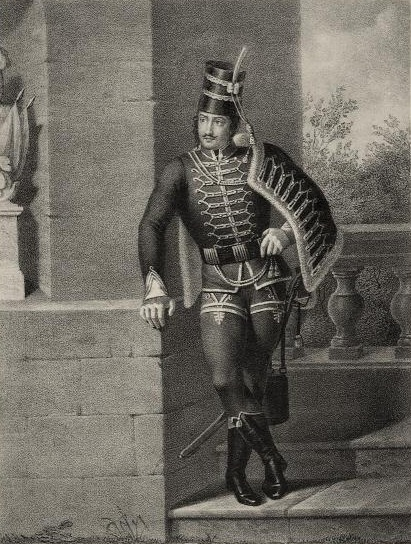
Унтер-офицер Сербского Гусарского полка, с 1776 по 1783 г.